# 和义路
和义路是浙江省宁波市位于姚江西南岸一条街道。街道得名于宁波老城和义门，文革时期曾更名为遵义路，后改为原名。街道建成于民国年间，原址为宁波老城城墙，在“隋城垣，兴市政”运动中被改建成环城马路。和义路沿线保留了许多宁波历代遗迹，包括保存基本完好的渔浦门码头遗址、旧城墙和义门瓮城遗址和中国第一所女子中学甬江女子中学和宁波钱庄交易场所钱业会馆。近年来，和义路沿线也兴建了不少现代设施，包括宁波奢侈品销售的重要门户和义大道和五星级连锁酒店万豪酒店。